# Homenkove Druhe, Bilokurakîne
Homenkove Druhe (în ucraineană Хоменкове Друге) este un sat în comuna Pavlivka din raionul Bilokurakîne, regiunea Luhansk, Ucraina.

## Demografie
Componența lingvistică a localității Homenkove Druhe
     Ucraineană (100%)
Conform recensământului din 2001, toată populația localității Homenkove Druhe era vorbitoare de ucraineană (100%).